# 静鉄ジョイステップバス
静鉄ジョイステップバス株式会社(しずてつジョイステップバス、英: Shizutetsu Joystep Bus Co., Ltd.)は、静岡県焼津市に本社を置く静岡鉄道グループのバス事業者である。
静岡鉄道グループで展開するバスツアー「オレンジツアー」の国内ツアーを担当する。キャッチコピーは「今日も、安心を乗せて。」。

## 事業所
本社 焼津営業所
所在地 焼津市塩津294-5（しずてつジャストライン岡部営業所焼津車庫に併設）
掛川営業所
所在地 掛川市葛川字山崎452-1（掛川バスサービスに併設）

## 沿革
- 1941年（昭和16年）4月2日：鈴与傘下に清水交通株式会社（タクシー専業）が設立された。[2]
- 1953年（昭和28年）5月：東海観光バス株式会社（静岡市伝馬町）が設立された。[3]
- 1956年（昭和31年）5月：東海観光バスが乗合自動車運送事業参入のため、市内外5路線[4]の免許を申請した。[5]
- 1957年（昭和32年）
  - 3月25日：東海観光バス、静岡市、静岡鉄道の3社競願となった新路線の営業免許申請が運輸審議会に諮られることが決定した。[4]
  - 7月：鈴与傘下[注 1][6]に駿河観光バス株式会社（清水市入船町）が設立された。[2]
  - 9月5日：駿河観光バスが営業を開始した。[7]
- 1958年（昭和33年）9月16日：運輸審議会から東海観光バスならびに静岡市の申請した路線免許の却下が答申された。[8]
- 1965年（昭和40年）9月10日 - 静鉄観光サービス株式会社が設立された。[9]
- 1969年（昭和44年）[9]
  - 8月2日：東海観光興業株式会社から東海観光バス株式会社が分離独立して設立された。[10]
  - 8月29日：東海観光バスの全株式を静岡鉄道が譲受した。
  - 9月17日：東海観光バスを静岡観光バスに社名変更した。
- 1970年（昭和45年）10月：清水交通が駿河観光バスを吸収合併した。[2]
- 1981年（昭和56年）
  - 7月29日：清水交通が静鉄グループ傘下となった。
  - 8月1日：静鉄観光サービスが鈴与傘下の株式会社静岡トラベルエージェンシーを吸収合併した。
- 1989年（平成元年）5月：静岡観光バスの本社営業所が静岡市国吉田545-1から同下川原に移転した。
- 1990年（平成2年）
  - 4月26日：静岡鉄道自動車部の中小型貸切バス部門の分社化を目的に、静鉄小型バス株式会社を静岡市丸子4丁目2番58号（静岡鉄道丸子営業所構内）に設立。
  - 7月：静鉄小型バスが7両にて一般貸切旅客自動車運送事業の営業を開始。
- 1993年（平成5年）5月：静鉄小型バスが静岡県知事登録旅行業 3－354取得。
- 1997年（平成9年）3月：静鉄小型バスが資本金を5000万円に増資。
- 2000年（平成12年）10月24日：静鉄グループ内の定期観光バスを除く観光バス事業の再編を目的に、静鉄70%、鈴与株式会社30%の出資によりしずてつジョイステップバス株式会社を設立。静岡観光バスおよび清水交通から一般貸切旅客自動車運送事業を譲受した。
- 2001年（平成13年）4月1日: しずてつジョイステップバスが本社・静岡営業所（静岡市下川原南2-30 旧静岡観光バス）、清水営業所（清水市袖師町1575-42 旧清水交通）を開設し、中型車8台、大型車49台の計57台を以って営業を開始。[11][12]
- 2002年（平成14年）1月：しずてつジョイステップバスが掛川営業所を新設。[13]
- 2005年（平成17年）：静鉄小型バスがしずてつジャストライン焼津営業所構内（焼津市塩津294-5）に移転。
- 2006年（平成18年）10月：しずてつジョイステップバスが静鉄観光サービスの「オレンジツアー」およびしずてつジャストラインの貸切営業スタッフ、ツアーガイドを受け入れ、国内バス募集型ツアーの企画運営事業を集約。
- 2011年（平成23年）
  - 6月：静鉄小型バスが旅行登録を2種に変更。
  - 10月：静鉄小型バスがしずてつジョイステップバスを吸収合併し、同日付で静鉄ジョイステップバス株式会社に商号を変更。旧しずてつジョイステップバス本社（静岡市駿河区下川原南2-30）に本社を移転し、旧静鉄小型バス本社に焼津営業所を新設。
- 2012年（平成24年）3月：鈴与資本の撤退、資産整理に伴い清水営業所を閉鎖。[14]
- 2017年（平成29年）9月：「オレンジツアー」の企画募集を静鉄観光サービスに移管。
- 2021年 (令和3年) 
  - 1月：本社を焼津営業所に移転し、静岡営業所を閉鎖。
  - 3月：静鉄観光サービスの廃業に伴い、同社の「オレンジツアー」を承継。

## 車両

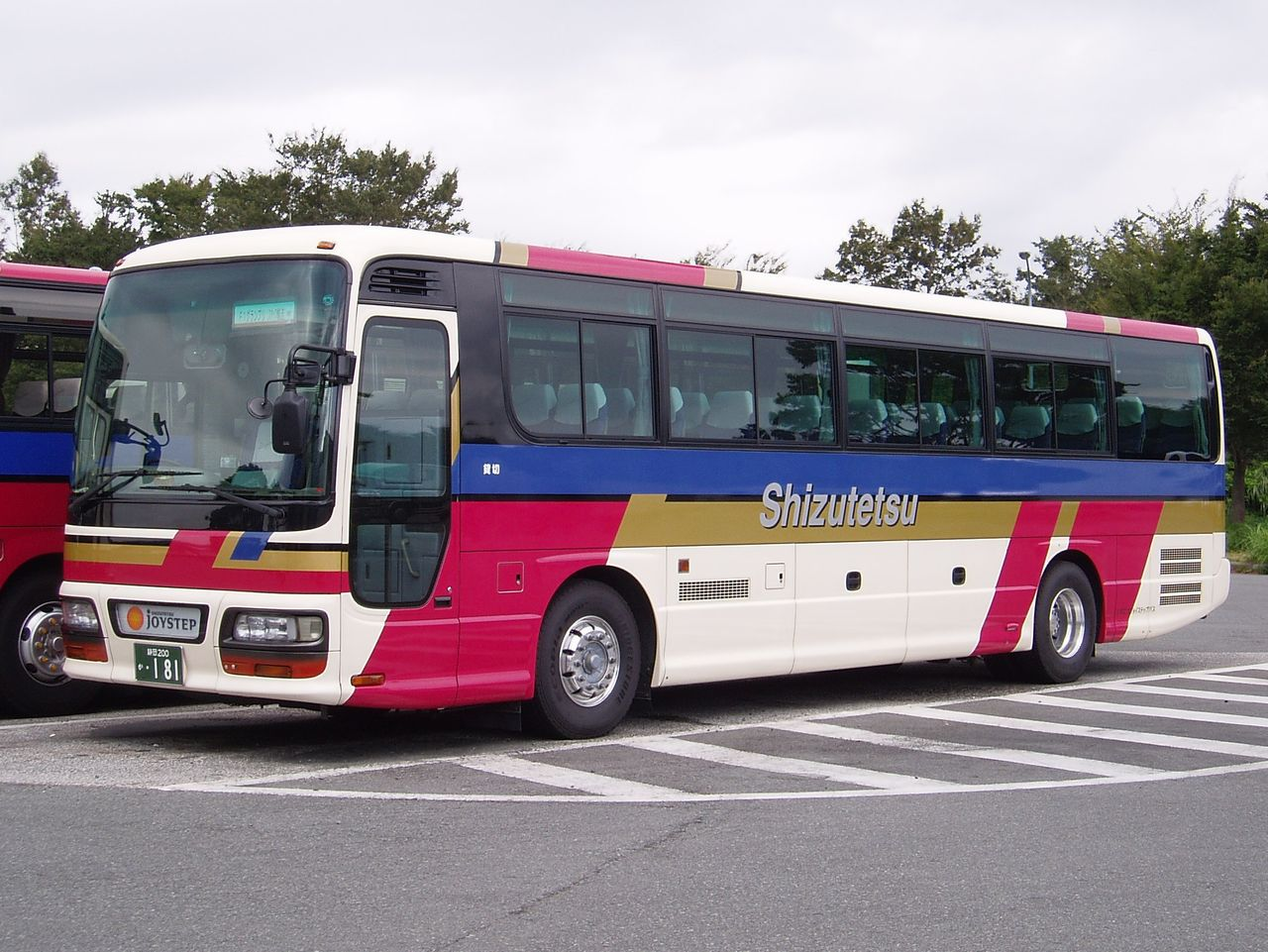
貸切車（旧塗色、いすゞ車）

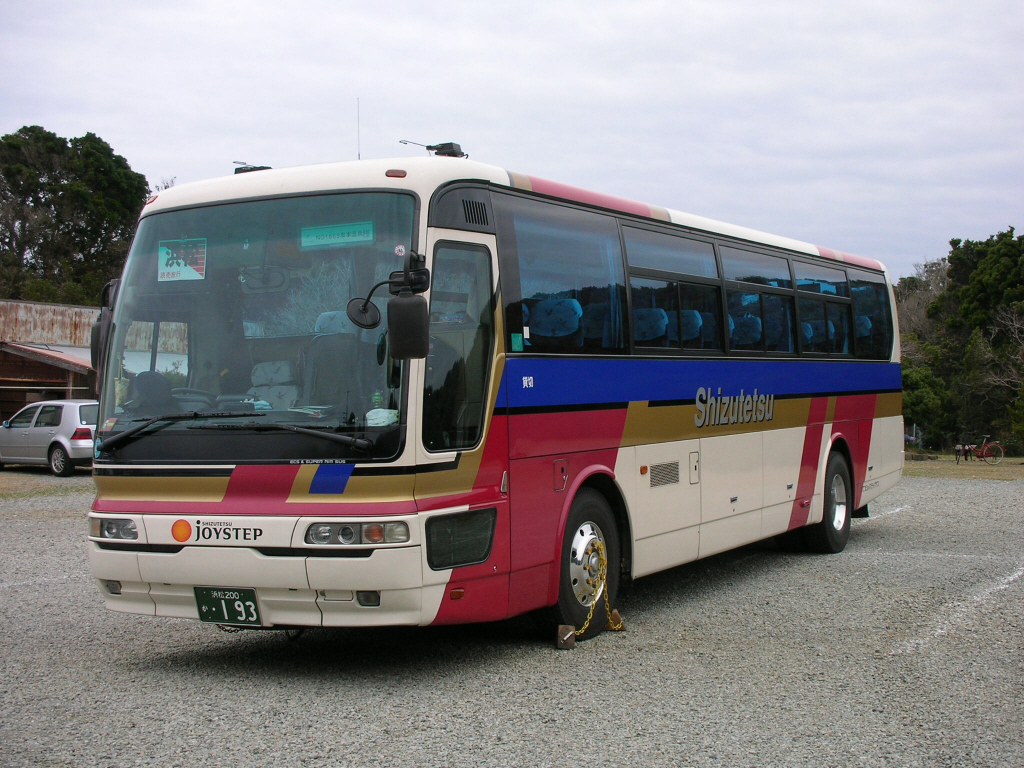
貸切車（旧塗色、三菱ふそう車）

旧静岡観光バスである静岡営業所(現在は閉鎖)が三菱ふそう、旧清水交通である清水営業所(現在は閉鎖)がいすゞ製の車両を導入していたため、その2社からの移籍車両が主であった。ただし、統合後は日野自動車製の車輌を中心に導入されている。日産ディーゼル製車両は導入していない。